# 劳里茨·福勒特
劳里茨·福勒特（德語：Laurits Follert，1996年4月10日—），德国男子赛艇运动员。他曾代表德国参加2020年夏季奥林匹克运动会赛艇比赛，获得男子八人单桨银牌。